# Император Александр III (броненосец)
«Император Александр III» — русский эскадренный броненосец типа «Бородино».

## Строительство
Броненосец был заложен императором Николаем II в один день со спуском на воду крейсера «Аврора», 11 (24) мая 1900 года, в Санкт-Петербурге на Балтийском заводе (главный строитель В. Х. Оффенберг). Спущен на воду 21 июля (3 августа) 1901 года. 12 октября 1903 года броненосец был введён в строй. Укомплектован чинами Гвардейского экипажа. Зачислен в состав 2-й Тихоокеанской эскадры, которая шла на помощь 1-й эскадре, запертой в Порт-Артуре. Перед отплытием корабль посетил Николай II.

## Технические характеристики броненосца
|
- Толщина брони:

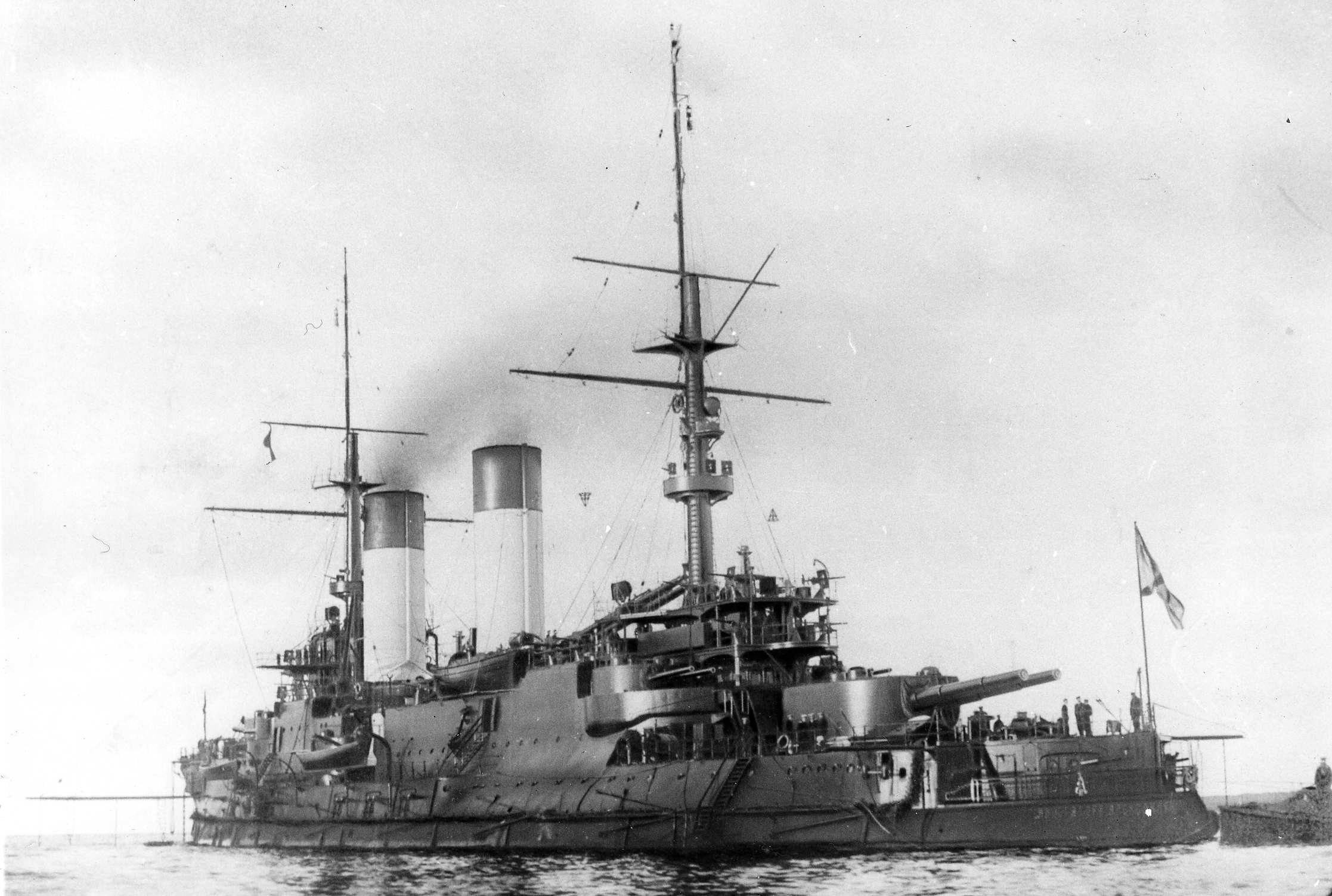
Броненосец «Император Александр III» Вид с кормы, 1904 г.

  - главный броневой пояс крупповской брони от 125 до 194 мм;
  - башни главного калибра 254 мм;
  - барбеты башен главного калибра от 102 до 254 мм;
  - башни среднего калибра 152 мм;
  - боевая рубка 203 мм;
  - нижняя броневая палуба 25—43 мм;
  - главная палуба 32—51 мм.
- 2 вертикальные паровые машины тройного расширения производства Франко-Русского завода мощностью 15 800 л.с.
- Скорость 17,5 узла.
- Дальность плавания 3200 миль.
- Экипаж 30 офицеров и 837 матросов.
- Вооружение:
  - пушки 305/40 — 4 шт., 152/45 — 12 шт., 75/50 — 20 шт., 47 мм — 20 шт., 37 мм — 2 шт.;
  - надводные торпедные аппараты, 381 мм — 2 шт.;
  - подводные торпедные аппараты, 381 мм — 2 шт.;
  - пулемёты — 10 шт.

## Служба
2 октября 1904 года 2-я эскадра двинулась из Либавы в свой поход через три океана. Ядро эскадры, её первый броненосный отряд, составили однотипные эскадренные броненосцы — «Князь Суворов», «Император Александр III», «Бородино» и «Орёл».
Броненосец в составе эскадры прошёл более полугода тяжёлого, изнурительного плавания. 13 (26) мая 1905 года прибыл к Корейскому проливу. Днём 14 (27) мая принял участие в Цусимском сражении. После выхода из строя флагманского броненосца возглавил боевую колонну русских кораблей. Вскоре сам получил серьёзные повреждения в носовой части и переместился в центр эскадры, уступив «Бородино» место головного. Последние полчаса перед гибелью находился под сосредоточенным огнём броненосных крейсеров «Ниссин» и «Касуга». Затонул 14 (27) мая 1905 года в 18:50. Никто из команды броненосца не спасся. Исключён из списков флота 15 сентября 1905 года.

## Команда на 14 мая 1905 года
Эскадренный броненосец «Император Александр III» был полностью укомплектован чинами Гвардейского экипажа:
Офицеры флота и корпусов, медицинские и гражданские чины морского ведомства:
- командир, лейб-гвардии капитан 1-го ранга Николай Михайлович Бухвостов;
- старший офицер, капитан 2-го ранга Владимир Алексеевич Племянников;
- старший ревизор, лейтенант Аркадий Николаевич Воеводский 2-й;
- старший минный офицер, капитан 2-го ранга Константин Фёдорович Стааль 1-й;
- младший минный офицер, лейтенант Владимир Николаевич граф Игнатьев;
- старший артиллерийский офицер, лейтенант Вениамин Александрович Эллис 1-й;
- младший артиллерийский офицер, лейтенант Евгений Георгиевич Демидов;
- старший штурманский офицер, лейтенант Алексей Петрович Северцов;
- вахтенный начальник, лейтенант Николай Сергеевич Храповицкий;
- вахтенный начальник, лейтенант Константин Константинович Случевский 1-й;
- вахтенный начальник, лейтенант Николай Владимирович фон Ден[3];
- вахтенный офицер, мичман Александр Александрович Бернов;
- вахтенный офицер, мичман Александр Александрович Адлерберг;
- вахтенный офицер, мичман Николай Николаевич Баранов 3-й;
- вахтенный офицер, мичман Пётр Андреевич Всеволожский 4-й;
- вахтенный офицер, мичман Юрий Михайлович Князев 3-й;
- вахтенный офицер, прапорщик по морской части Георгий Александрович Лешкевич;
- старший судовой механик, полковник Александр Иванович Петров 3-й;
- помощник судового механика, штабс-капитан Андрей Алексеевич Лебединский;
- трюмный механик, штабс-капитан Александр Александрович Тетерин;
- младший судовой механик, поручик Эдуард Антонович Тотвен;
- младший судовой механик, поручик Григорий Григорьевич князь Гагарин;
- младший судовой механик, прапорщик по мех. части Алексей Григорьевич Соколов;
- младший судовой механик, прапорщик по мех. части Владимир Викторович Нагорский;
- старший судовой врач, надворный советник Пётр Павлович Юрьев;
- младший судовой врач, доктор медицины Борис Львович Бертенсон;
- шкипер, титулярный советник Феоктист Иванович Чуфарин;
- судовой священник, отец Александр (Александр Андреевич Недрыгайло);
- прикомандированный к штабу командующего эскадрой, капитан 2-го ранга Александр Клементьевич Полис.

Нижние чины:
- 11 кондукто́ров;
- 827 матросов.

На корабле служил племянник художника Ильи Ефимовича Репина — Евгений Васильевич Репин, машинист 2-й статьи. Он погиб в Цусимском сражении. Перед уходом 2-й Тихоокеанской эскадры из Кронштадтской гавани командир броненосца капитан 1-го ранга Николай Михайлович Бухвостов произнёс пророческие слова: «…Мы все умрём, но не сдадимся».

## Цусимский обелиск
В 1908 году в Никольском саду у Никольского Морского собора в Санкт-Петербурге открыт Цусимский обелиск — памятник героям броненосца «Император Александр III». Гранитный обелиск, посвящённый погибшим при Цусиме морякам, создан скульптором Артемием Обером и архитектором Яковом Филотеем.

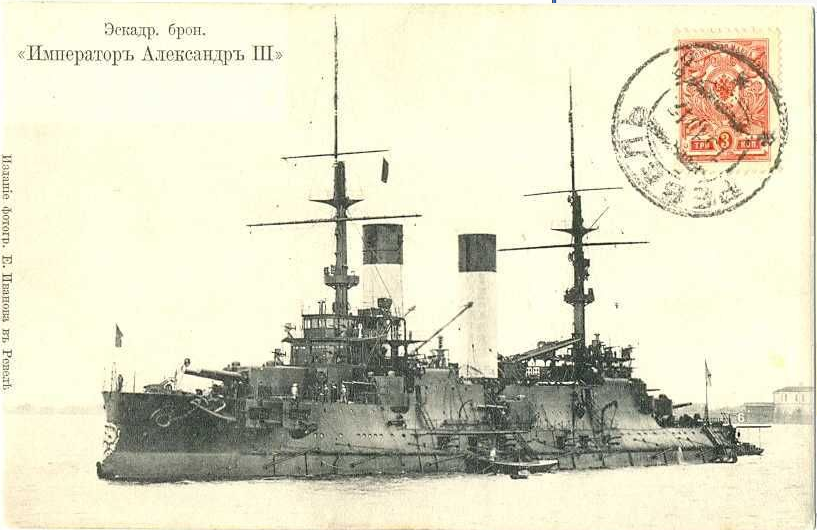
Эскадренный броненосец «Император Александр III», вид с носа. Открытка с фотографией в порту Кронштадта (на заднем плане форт «Император Пётр I»)
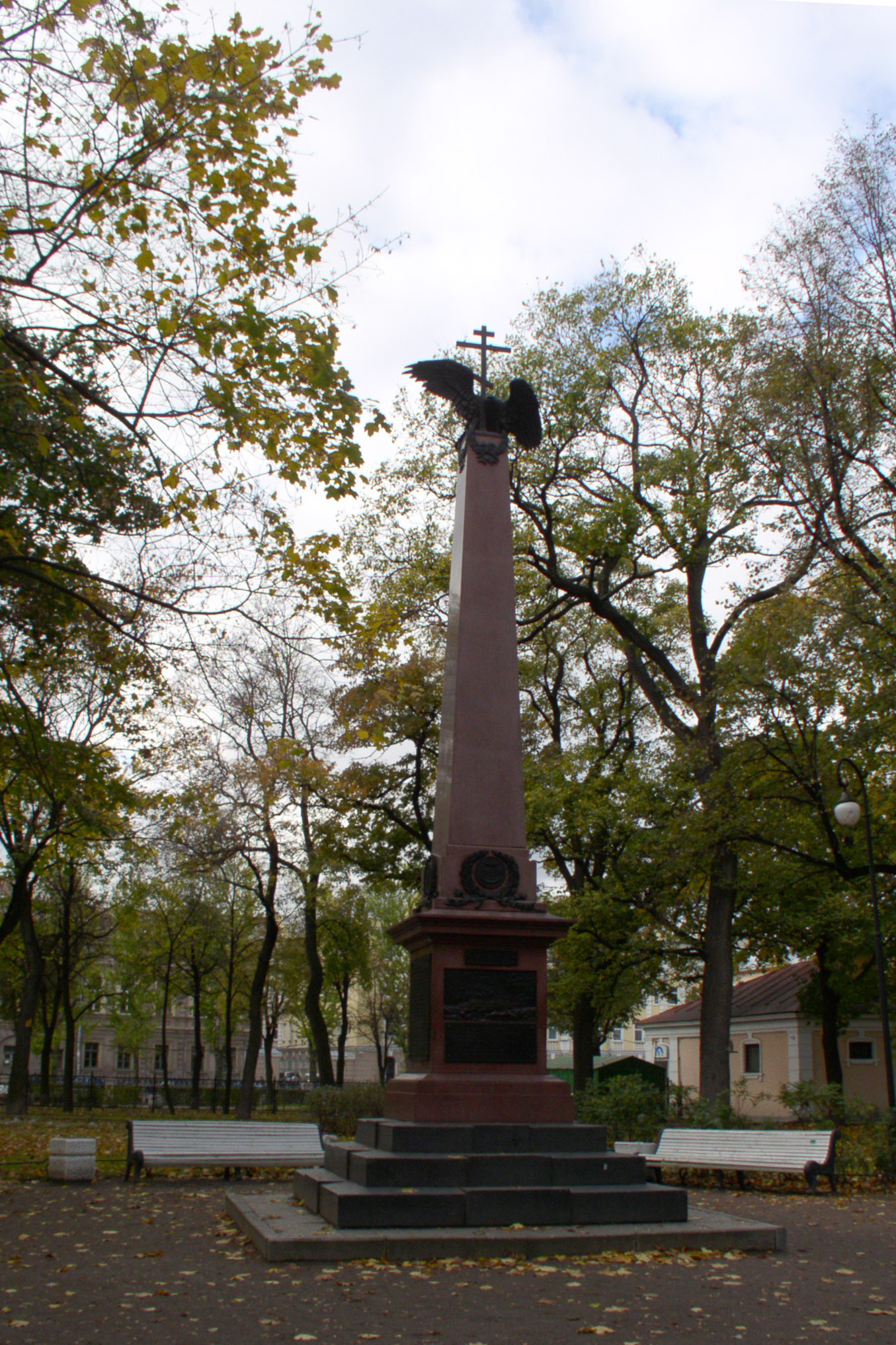
Цусимский обелиск в Санкт-Петербурге